# El tambor de Tacuarí
El tambor de Tacuarí  es una película en blanco y negro de Argentina dirigida por Carlos Borcosque sobre el guion de Hugo Mac Dougall que se estrenó el 6 de julio de 1948 y que tuvo como protagonistas a Juan Carlos Barbieri, Francisco Martínez Allende, Ricardo Canales y Norma Giménez. El escenógrafo Mario Vanarelli fue elegido para el papel de Manuel Belgrano solamente por su parecido físico con el prócer.

## Sinopsis
Luego de producida la Revolución de Mayo un joven abandona a su tío realista y se convierte en tambor del ejército revolucionario y lazarillo de su padre.

## Reparto
- Juan Carlos Barbieri
- Francisco Martínez Allende
- Ricardo Canales
- Norma Giménez
- Leticia Scury
- Homero Cárpena
- Cirilo Etulain
- Manolo Díaz
- Julián Bourges
- Jorge Villoldo
- Ada Cornaro
- Mario Vanarelli …Manuel Belgrano
- Félix Gil
- Raúl Miller
- Héctor Rodríguez
- Francisco Gada
- Ricardo Trigo
- Miguel Abeledo
- Omar Nardi
- José Castro
- Francisco Audenino
- Carlos Castro Madero
- Iván Grondona
- Roberto Torres
- Mario Pocoví

## Comentarios
La crónica de La Prensa señaló:

”Las escenas del comienzo parecen reproducción de un fin de fiesta de escuela primaria.”

Por su parte Calki en El Mundo opinó:

”Como redoble de tambor cae también el tono pueril y declamatorio del relato.”